# Roland Tchakounté
Roland Tchakounté est un musicien camerounais de blues.

## Biographie
D'origine Camerounaise, il a commencé son apprentissage musical avec les percussions puis la guitare. Il s’initie ensuite au piano et à l’harmonica et fait ses premières expériences de groupe au Cameroun comme bassiste chanteur dans des formations locales, spécialisées dans les reprises des chansons afro-américaines : Jimi Hendrix, James Brown, Wilson Pickett, etc.
Il attrape le virus du blues en écoutant Crawling King Snake (en) de John Lee Hooker et souhaite devenir Bluesman. Il réussit à créer une synthèse entre ses racines africaines, ses influences blues et la singularité d’interpréter son répertoire en « bamiléké », sa langue maternelle.
En décembre 1999, Roland Tchakounté sort « Bred bouh shuga blues », album de sa révélation (en formation électrique). 
Remarqué grâce au Tremplin national Blues sur Seine (catégorie acoustique), en duo avec Mick Ravassat,  il publie en 2005 le cd « Abango » avec lequel il fait de nombreuses tournées en particulier aux États-Unis (Chicago, Memphis...), au Canada (FestiBlues de Montréal, Mont tremblant, etc) et en Belgique, toujours en tandem avec Mick Ravassat. 
En 2006, il rencontre le batteur percussionniste Mathias Bernheim et l'intègre immédiatement dans son groupe, séduit par son jeu simple et efficace. 
L'album "WAKA" paru en février 2008 est marqué par un concert au New Morning à Paris. 
Depuis, il sillonne le monde et les scènes au Canada, en Belgique, en Indonésie, en Malaisie, au Viêt-Nam, en Lituanie, en Croatie, en Afrique (Burkina Faso, Mali) mais aussi à Cognac, à Vaison la Romaine et dans d'autres villes de France.
Roland Tchakounté qualifie sa musique de "mélodie sauvage" permettant d'aborder des sentiments tristes ou joyeux, mais aussi à exprimer l’état d’abandon dans lequel est laissé l'Afrique. Il admire les artistes tels que Sun House, Robert Johnson, Edmore James, Muddy Waters, et considère Ali Farka Touré et John Lee Hooker comme ses vrais maîtres.
Son utopie est de rassembler l’espèce humaine au sein d’une seule et même grande famille sans distinctions de couleurs et de races.

## Discographie
- 1999 : "Bred bouh shuga blues"
- 2005 : "Abango"
- 2008 : "WAKA"
- 2010 : "Blues Menessen"
- 2012 : "Ndoni"
- 2016 : "Nguémé & Smiling Blues"

Participation :
- 2010 : Deux compositions de Roland sur le CD du Tremplin Blues sur Seine "Trophées 2005 Blues sur Seine"
- 2010 : Deux compositions (dont une inédite) de Roland sur le double CD du Festival Blues sur Seine Blues sur Seine fête ses 10 ans
- 2013 : "Chaque mois" : duo avec Mike Lécuyer sur le CD L'Heure bleue (Bluesiac)